# Oprzędnica jesienna
Oprzędnica jesienna (Hyphantria cunea) – gatunek motyla z rodziny mrocznicowatych (Erebidae) i  podrodziny niedźwiedziówkowatych (Arctiinae). Klasyfikowany w podplemieniu Arctiina lub Spilosomiina.

## Wygląd

### Imago
Głowa wraz z głaszczkami wargowymi oraz tułów białe. Odwłok zwykle biały, ale może być też żółty. Skrzydła mają rozpiętość od 2,5 do 4 cm, a długość skrzydła przedniego wynosi od 15 do 22 mm. Skrzydła są koloru białego. Na przednich skrzydłach mogą występować szarobrązowe (lub brunatnawe) plamki, a na tylnych - czarne.

### Gąsienica
Gąsienica czarnobrunatna z żółtymi pasami przygrzbietowymi, na których obecne są ciemnożółte kropki i czarne prążki a według innych źródeł zielona w czarne plamki. Opatrzona jest pęczkami białych i brunatnych włosków

## Rozprzestrzenienie
Gatunek północnoamerykański, gdzie zamieszkuje południową Kanadę i Stany Zjednoczone. W Europie odkryty po raz pierwszy na Węgrzech w 1940, obecnie rozprzestrzeniony na większości kontynentu, w tym w Polsce. Zasiedlił również Japonię.

## Biologia i ekologia
Parazytoidem tego gatunku jest błonkówka Aleiodes sanctihyacinthi.